# Masqarān
Masqarān (persiska: مسقران) är en ort i Iran.   Den ligger i provinsen Östazarbaijan, i den nordvästra delen av landet, 500 km nordväst om huvudstaden Teheran. Masqarān ligger 1 887 meter över havet och antalet invånare är 887.
Terrängen runt Masqarān är kuperad.Runt Masqarān är det ganska glesbefolkat, med 27 invånare per kvadratkilometer. Masqarān är det största samhället i trakten. Trakten runt Masqarān består i huvudsak av gräsmarker.